# Ljura

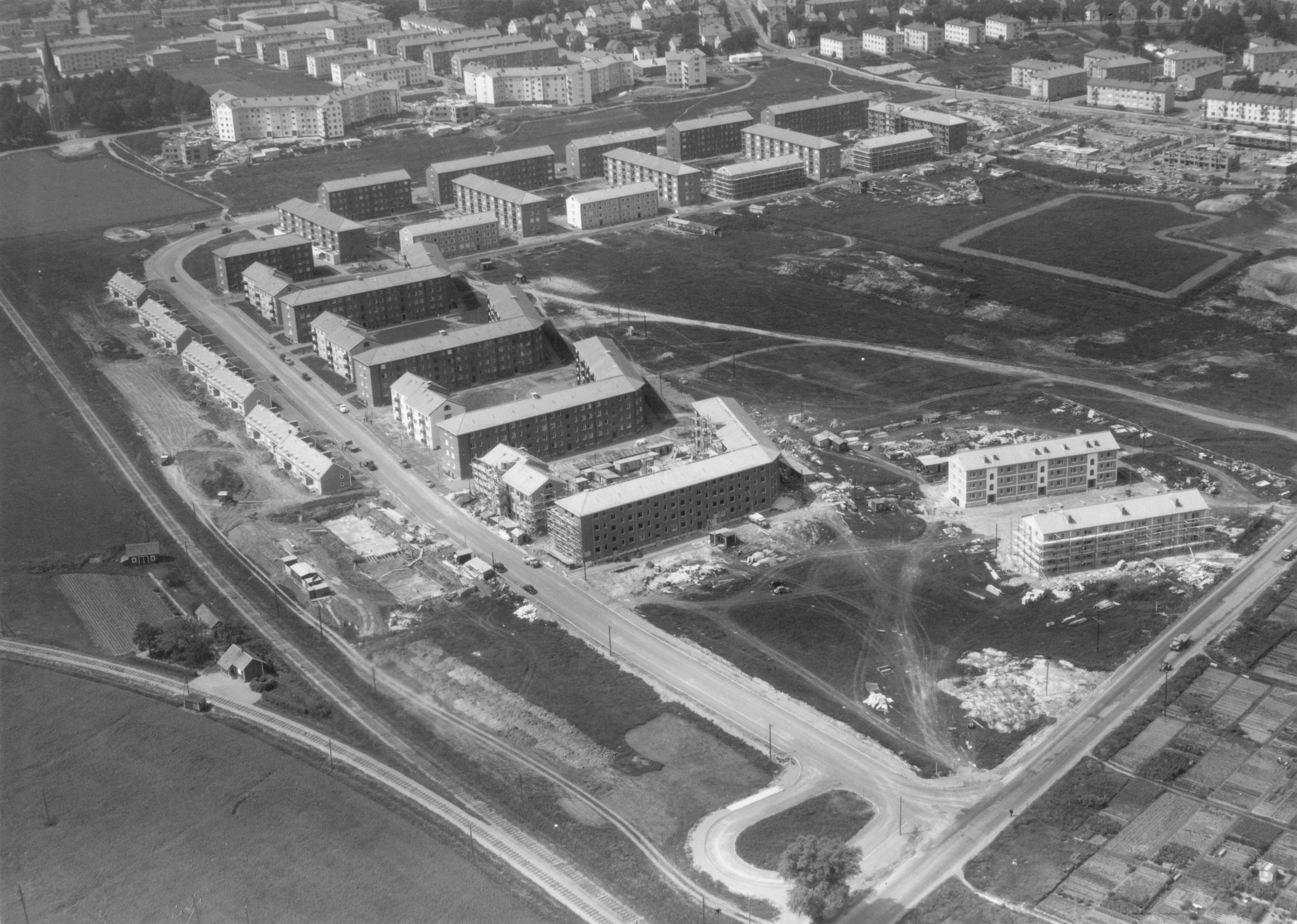
Flygfoto över Ljura 1962.

Ljura uttal (fil) är en stadsdel som ligger i södra delen i Norrköping. Antalet invånare 31 december 2011 var 2 221.

## Historia
Ljura har fått sitt namn efter en gård som låg i området innan stadsdelen byggdes. Gården var dock inte lokaliserad där Ljura ligger idag utan låg i stadsdelen Hageby där idag Grundläggaregatan och Timmermansgatan möts, gården revs när stadsdelen Porten uppfördes på den platsen. Det finns även en bäck som rinner genom södra Norrköping som heter Ljura bäck, den rinner dock inte genom Ljura utan rinner från Bråviken förbi Norrköpings flygplats, vid gränsen mot Smedby och vidare genom Hageby.
Stasdelen Ljura började planeras i slutet av 1940-talet och de första byggnaderna stod färdiga 1951. 1955 var hela området färdigbyggt och bestod då av 13 gårdar med omslutande hus och tre höghus.

## Stadsbild
Ljura omges av Albrektsvägen, Dagsbergsvägen och Ljuragatan vilket gör Ljura till en liten ö i södra Norrköping. Alla gårdar har stora grönytor och mitt i Ljura ligger Ljuraparken med stora grönytor och en stor kulle som byggdes i samband med områdets tillkomst, kullen utnyttjas främst för vintersporter.
Ljura har ett torg där det förr fanns Icabutik, post, bank och apotek. Idag finns endast Icabutiken kvar, de andra serviceinrättningarna är nedlagda och har ersatts med småbutiker och en körskola.
På Ljura ligger även Ljuraskolan, en kommunal grundskola som tidigare hade både låg-, mellan- och högstadium men idag är det förskola och åk 1-6 som går på skolan.
Ljuraskolan hade tidigare en stor skolgård och tre stycken paviljonger, dessa revs och i början på 1990-talet byggdes där stadsdelen Kardusen som innehåller både fyravåningshus och radhus.

## Kollektivtrafik
Tidigare trafikerades Ljura av busstrafik runt hela området men sedan den 10 september 2006 kan man ta sig hit med spårvagn, linje 2. Detta möjliggjordes efter att spårvägen byggdes ut ända till stadsdelen Navestad, på den slingan kom Ljura att ingå med två hållplatser.

## Kända Ljurabor
- Göran Färm – Socialdemokratisk politiker, kommunalråd i Norrköping och EU-parlamentariker
- Moa Martinson – Författare som bodde på Ljura gård med sin mamma och styvpappa, det beskrivs i hennes bok Mor gifter sig